# Lycopodiaceae
Famille
Les Lycopodiacées ou Lycopodiaceae forment une famille de plantes vasculaires appartenant à l’ordre des Lycopodiales, elles-mêmes incluses dans la classe des Lycopodiopsida. Selon la classification phylogénétique des plantes (PPG I, 2016), cette famille regroupe environ 16 genres et 388 espèces. Les Lycopodiacées sont des plantes primitives, considérées comme des espèces panchronique, dont les origines remontent à plus de 400 millions d’années, à l’époque du Dévonien.

## Histoire évolutive
Les Lycopodiacées sont issues d’un groupe ancien de plantes vasculaires qui dominaient les forêts du Carbonifère, il y a environ 300 millions d’années. À cette époque, des genres géants apparentés, tels que Lepidodendron et Sigillaria, formaient de vastes forêts marécageuses qui ont contribué à la formation des gisements de charbon actuels. Avec le déclin de ces forêts à la fin du Carbonifère, les Lycopodiacées ont survécu sous une forme plus modeste, évoluant en plantes herbacées rampantes ou dressées.

## Description générale
Les plantes de la famille des Lycopodiacées se caractérisent par des tiges fines, souvent rampantes ou dressées, qui peuvent former des colonies denses. Elles présentent des microphylles, des feuilles simples et petites disposées en spirale autour de la tige. Le système racinaire des Lycopodiacées est dichotomique, se divisant régulièrement en deux branches égales, ce qui assure un bon ancrage et une absorption efficace des nutriments, particulièrement dans les sols pauvres ou humides.
Les tiges peuvent être ligneuses ou semi-ligneuses et sont souvent couvertes de microphylles, maximisant ainsi la surface photosynthétique, même dans des habitats à faible lumière. Dans les autres sous-familles, la ramification des tiges est plus limitée, et les feuilles varient légèrement selon les genres. Les organes reproducteurs, regroupés en strobiles situés à l’extrémité des tiges, sont composés de sporophylles portant des sporanges, où se forment les spores homosporées, donnant naissance à des gamétophytes bisexués.
Les racines dichotomiques assurent un ancrage solide et une bonne absorption des nutriments dans des environnements variés, allant des sols pauvres aux zones marécageuses. Les strobiles, présents dans toutes les sous-familles, contiennent les sporophylles nécessaires à la reproduction. Cette organisation des feuilles, reliées à la tige par un seul faisceau vasculaire, est caractéristique des Lycopodiacées et les distingue des autres plantes vasculaires.

## Classification

### Historique
La délimitation des genres au sein de cette famille a beaucoup évolué. Les anciens auteurs regroupaient l’ensemble des lycopodes dans un genre unique, Lycopodium. Puis une certaine hétérogénéité a été reconnue conduisant dans la seconde moitié du 20e siècle, à un système en trois genre : Huperzia, Lycopodiella et Lycopodium, chacun, subdivisé en groupes ou sections. Dans le genre Lycopodium ainsi délimité, une dizaine de sections étaient définies, dont une était souvent artificiellement présentée comme un genre autonome, sous le nom de Diphasiastrum, à cause de sa grande originalité morphologique. Depuis quelques années, avec une meilleure évaluation des relations entre espèces, on s’accorde maintenant à reconnaître chacune des anciennes sections comme un genre à part entière. Aujourd’hui, 16 genres sont actuellement distingués à l’échelle mondiale.

### Classification actuelle
Selon l’actuelle classification du Pteridophyte Phylogeny Group (PPG I) de 2016, la famille des Lycopodiacées comprend trois sous-familles principales :
- Les Lycopodielloideae
- Les Lycopodioideae
- Les Huperzioideae

Ci-dessous, un cladogramme pour illustrer la famille des Lycopodiacées :
- Lycopodiopsida Bartl., 1830
  - Lycopodiales DC. ex Bercht. & J.Presl, Přir., 1820
    - Lycopodiaceae P.Beauv. & Mirb., 1802
      - Lycopodielloideae W.H.Wagner & Beitel ex B.Øllg., Nordic J. Bot. 33(2) : 195. 2015. Monophyletic (Field et al., 2016)
        - Lateristachys Type : Lateristachys lateralis (R.Br.) Holub (≡ Lycopodium laterale R.Br.). Monophyletic (Field et al., 2016)
          - *Lateristachys lateralis* (4 spp.)

        - Lycopodiella Type : Lycopodiella inundata (L.) Holub (≡ Lycopodium inundatum L.). Monophyletic (Field et al., 2016)
          - *Lycopodiella inundata* (15 spp.)

        - Palhinhaea Type : Palhinhaea cernua (L.) Vasc. & Franco (≡ Lycopodium cernuum L.). Monophyletic (Field et al., 2016)
          - *Palhinhaea cernua* (25 spp.)

        - Pseudolycopodiella Type : Pseudolycopodiella caroliniana (L.) Holub (≡ Lycopodium carolinianum L.). Monophyletic (Field et al., 2016)
          - *Pseudolycopodiella caroliniana* (10 spp.)

      - Lycopodioideae W.H.Wagner & Beitel ex B.Øllg., Nordic J. Bot. 33(2) : 195. 2015. Monophyletic (Field et al., 2016)
        - Austrolycopodium Type : Austrolycopodium magellanicum (P.Beauv.) Holub (≡ Lepidotis magellanica P.Beauv.). Monophyletic (Field et al., 2016)
          - *Austrolycopodium magellanicum* (8 spp.)

        - Dendrolycopodium Type : Dendrolycopodium obscurum (L.) A.Haines (≡ Lycopodium obscurum L.). Monophyletic (Field et al., 2016)
          - *Dendrolycopodium obscurum* (4 spp.)

        - Diphasiastrum Type : Diphasiastrum complanatum (L.) Holub (≡ Lycopodium complanatum L.). Monophyletic (Field et al., 2016)
          - *Diphasiastrum complanatum* (20 spp.)

        - Diphasium Type : Diphasium jussiaei (Desv.) Rothm. (≡ Lycopodium jussiaei Desv.). Monophyletic (Field et al., 2016)
          - *Diphasium jussiaei* (5 spp.)

        - Lycopodiastrum Type : Lycopodiastrum casuarinoides (Printemps) Holub ex R.D.Dixit (≡ Lycopodium casuarinoides Printemps). Monotypic (Field et al., 2016)
          - *Lycopodiastrum casuarinoides* (1 spp.)

        - Lycopodium Type : Lycopodium clavatum L. Monophyletic (Field et al., 2016)
          - *Lycopodium clavatum* (15 spp.)

        - Pseudodiphasium Type : Pseudodiphasium volubile (G.Forst.) Holub (≡ Lycopodium volubile G.Forst.). Monotypic (Field et al., 2016)
          - *Pseudodiphasium volubile* (1 spp.)

        - Pseudolycopodium Type : Pseudolycopodium densum (Rothm.) Holub (≡ Lepidotis densa Rothm.). Monotypic (Field et al., 2016)
          - *Pseudolycopodium densum* (1 spp.)

        - Spinulum Type : Spinulum annotinum (L.) A.Haines (≡ Lycopodium annotinum L.). Monophyletic (Field et al., 2016)
          - *Spinulum annotinum subsp. annotinum* (3 spp.)

      - Huperzioideae W.H.Wagner & Beitel ex B.Øllg., Nordic J. Bot. 33(2) : 195. 2015. Monophyletic (Field et al., 2016)
        - Huperzia Type : Huperzia selago (L.) Bernh. ex Schrank & Mart. (≡ Lycopodium selago L.). Monophyletic (Field et al., 2016)
          - *Huperzia selago* (25 spp.)

        - Phlegmariurus Type : Phlegmariurus phlegmaria (L.) T.Sen & U.Sen (≡ Lycopodium phlegmaria L.). Monophyletic (Field et al., 2016)
          - *Phlegmariurus phlegmaria* (250 spp.)

        - Phylloglossum Type : Phylloglossum drummondii Kunze. Monotypic (Field et al., 2016)
          - *Phylloglossum drummondii* (1 spp.)

## Étymologie
Le nom vient du genre type Lycopodium dérivé du grec λύκος  / lykos, loup, et ποδιών  / podion, pied, en référence à la forme de certaines pousses de ce genre ressemblant à des pattes de loup.

## Écologie et répartition
Les Lycopodiacées sont largement répandues dans le monde, principalement dans les régions tempérées et tropicales humides. Elles colonisent divers habitats, allant des forêts denses aux zones ouvertes, et jouent un rôle important dans la stabilisation des sols grâce à leurs tiges rampantes et à leur système racinaire étendu. Certaines espèces sont également épiphytes, poussant sur les troncs d’arbres.

### En europe
Les Lycopodes Européens sont des plantes acidiphiles, liées aux landes à callune et myrtille, aux sous-bois et aux tourbières, que l’on rencontre surtout dans les régions nordiques et montagnardes. Toujours rares en France, voire exceptionnels pour certains d’entre eux, ils nécessitent de nos jours une protection rigoureuse. Quelques espèces autrefois assez fréquentes ont subi une dramatique régression, causée principalement par la modification des biotopes en plaine principalement. Lycopodiella inundata et presque tous les Diphasiastrum bénéficient d’une protection sur l’ensemble du territoire français.